# Walter Pérez Villamonte
Walter Pérez Villamonte (* 3. November 1936 in Vilacaya; † 29. März 2018 in Sucre) war ein bolivianischer Geistlicher und römisch-katholischer Bischof von Potosí.

## Leben
Villamonte trat in das Kleine Seminar von Sucre ein und studierte Philosophie und Theologie am Großen Seminar von San Cristóbal in Sucre und in Chile. Er empfing in Sucre am 11. Januar 1959 die Priesterweihe. Er war als Seelsorger in San Lazaro und San Roque de Sucre tätig sowie als Schulleiter in Villa Serrano. Von 1972 bis 1975 war er Kaplan am Hospital del Tórax. Seit 1978 lehrte er Sprachen am nationalen Priesterseminar in San José de Cochabamba. Nach einem Weiterbildungsstudium in Moraltheologie war er von 1984 bis 1988 Rektor des Nationalen Priesterseminars in San José de Cochabamba. Zudem lehrte er am Höheren Institut für Theologische Studien (ISET) von Cochabamba Latein und Moraltheologie. Seit 1988 war er stellvertretender Generalsekretär der bolivianischen Bischofskonferenz in La Paz. 1994 wurde er von Papst Johannes Paul II. zum Monsignore ernannt.
Papst Johannes Paul II. ernannte ihn am 16. Dezember 1995 zum Weihbischof in Sucre und Titularbischof von Curubis. Der Erzbischof von Sucre, Jesús Gervasio Pérez Rodríguez OFM, spendete ihm am 2. Februar des nächsten Jahres die Bischofsweihe; Mitkonsekratoren waren Giovanni Tonucci, Apostolischer Nuntius in Bolivien, und René Fernández Apaza, Erzbischof von Cochabamba.
Am 7. März 1998 wurde er zum Bischof von Potosí ernannt. Papst Benedikt XVI. nahm am 25. November 2009 sein Rücktrittsgesuch aus gesundheitlichen Gründen an.